# Motown Junk
"Motown Junk" é uma canção da banda britânica de rock Manic Street Preachers, lançada como single em janeiro de 1991.
Primeiro lançamento da banda pelo selo Heavenly Recordings, a canção trata de iconoclastia. O título faz referência à Motown Records e um dos trechos apresenta "I laughed when Lennon got shot".
O single alcançou a 94ª posição nas paradas britânicas. Apesar do baixo desempenho, a canção chamou a atenção da imprensa e, mais tarde, o grupo lançou seu primeiro álbum pela Columbia Records.

## Faixas
1. "Motown Junk"
2. "Sorrow 16"
3. "We Her Majesty's Prisoners"

## Ficha técnica
- James Dean Bradfield - vocais, guitarra
- Nicky Wire - baixo
- Sean Moore - bateria
- Richey Edwards - guitarra base